# Хјугули (Алабама)
Хјугули (енгл. Huguley) насељено је место без административног статуса у америчкој савезној држави Алабама.

## Демографија
По попису из 2010. године број становника је 2.540, што је 413 (-14,0%) становника мање него 2000. године.
| Група             | 2000.         | 2010.         |
| Белци             | 2.161 (73,2%) | 1.843 (72,6%) |
| Афроамериканци    | 743 (25,2%)   | 635 (25,0%)   |
| Азијати           | 2 (0,1%)      | 6 (0,2%)      |
| Хиспаноамериканци | 30 (1,0%)     | 30 (1,2%)     |
| Укупно            | 2.953         | 2.540         |